# Isotomus speciosus
Isotomus speciosus är en skalbaggsart som först beskrevs av Schneider 1787.  Isotomus speciosus ingår i släktet Isotomus och familjen långhorningar.
Artens utbredningsområde är:
- Frankrike.
- Ukraina.

Inga underarter finns listade i Catalogue of Life.